# Umspannwerk Neuhof

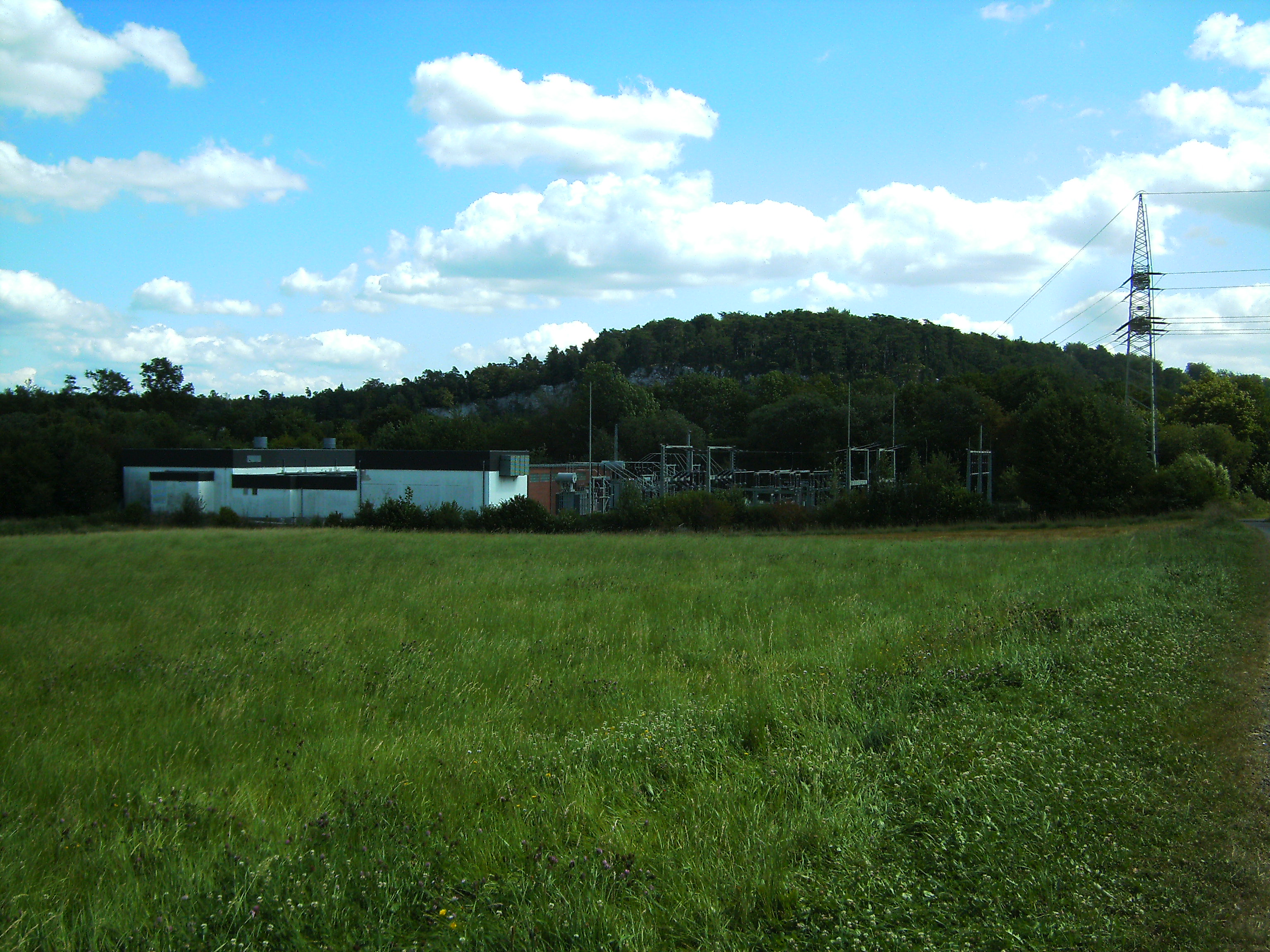
Umspannwerk Neuhof im August 2009

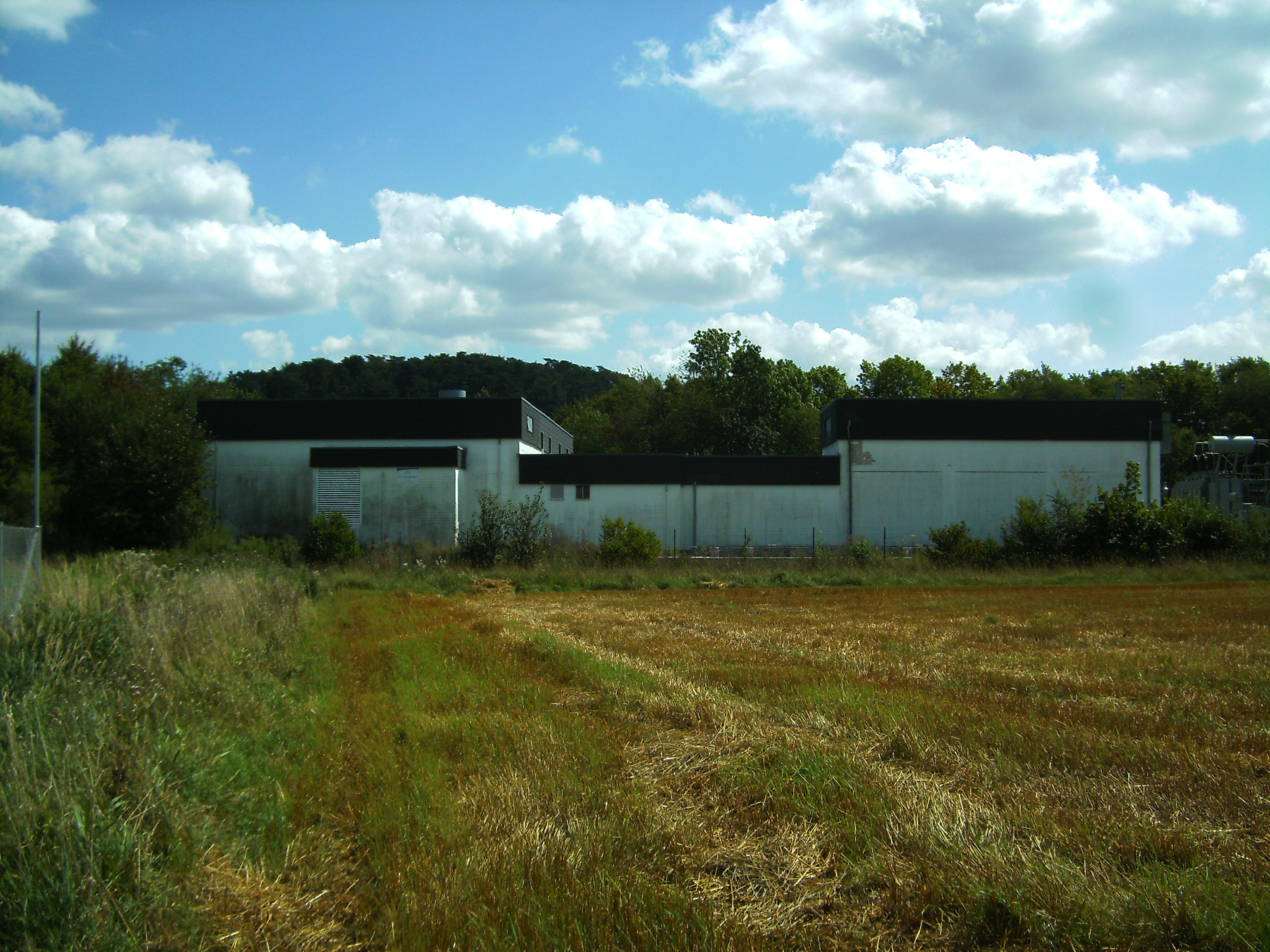
Ansicht der einstigen Umformerhalle

Das Umspannwerk Neuhof ist ein 110-kV-Umspannwerk im Ortsteil Neuhof von Bad Sachsa, welches 1985 in Betrieb genommen wurde und über eine zweikreisige 110-kV-Drehstromleitung mit dem Umspannwerk Wolkramshausen in der damaligen DDR verbunden ist. Es ist somit eines der wenigen Umspannwerke in der alten Bundesrepublik, über welches schon vor dem nach der Wende eingeführten Innerdeutschen Stromverbund Elektrizität aus der damaligen DDR importiert werden konnte. Die maximal mögliche Importleistung betrug 40 MVA. Hiervon konnten bis zu 25 MVA mit Hilfe von fünf von der Firma Siemens gefertigten, rotierenden Umformern, welche das Ausregeln der starken Frequenzschwankungen des ostdeutschen Stromnetzes ermöglichten, in das westdeutsche Verbundnetz eingespeist werden. Zusätzlich erfolgte eine direkte Einspeisung von Elektroenergie aus dem ostdeutschen Stromnetz in die Ortsnetze von Bad Sachsa, Walkenried, Zorge und Wieda.
Die Umformer bestanden aus einem Asynchron-Kurzschlussläufer-Motor auf der Antriebsseite und einem läufergespeisten Asynchron-Schleifringläufer-Generator auf der Generatorseite. Sowohl die Nennspannung des Motors als auch die des Generators betrug 10 kV. Sie wurde dem lokalen, mit 20 kV betriebenen Mittelspannungsnetz über entsprechende Transformatoren zugeführt bzw. entnommen. Die Frequenzanpassung erfolgte mit Hilfe eines Umrichters, der den Läufer mit einer Spannung von 600 Volt über einen Stromrichtertransformator speiste. Zum Start der Anlage wurde der Asynchron-Schleifringläufer-Generator als Motor betrieben und über eine herkömmliche Anlassschaltung in Betrieb genommen. Nachdem der Motor seine Drehzahl erreicht hatte, wurde der Kurzschlussläufer zugeschaltet, welcher dann den Antrieb übernahm.
Eine ähnliche Umformeranlage wurde auch in der Windkraftanlage Growian verwendet, um diese mit dem Stromnetz zu koppeln.
Im April 1990 wurde die Anlage stillgelegt und zwischen 2003 und 2005 wurden die Umformer inklusive ihrer Hilfseinrichtungen demontiert und anschließend verschrottet. Die Hallen, in denen sich einst die Umformer befanden, werden heute von der Harz Energie für betriebliche Zwecke weiterhin genutzt.
Die Leitung nach Wolkramshausen wurde zum Teil abgebaut und an eine Leitung, die von einem Umspannwerk aus dem Westen kommt, angeschlossen. Die Schaltanlage, in die einst die Leitung aus Wolkramshausen mündete, ist zurzeit ungenutzt. Vor dem Umspannwerk steht ein ungenutzter 110-kV-Mast ostdeutscher Bauart.